# Uchenna Emedolu
Uchenna Emedolu (Adazi-Ani, 17 september 1976) is een Nigeriaanse voormalig sprinter, die was gespecialiseerd in de 100 m en de 200 m. Hij werd eenmaal Afrikaans kampioen en meerdere malen Nigeriaans kampioen op de sprint. Hij nam driemaal deel aan de Olympische Spelen. Met zijn persoonlijk record op de 100 m van 9,97 seconden, dat hij behaalde op de Afrikaanse Spelen in 2003, is hij zesde Nigeriaanse 100 m-loper achter Olusoji Fasuba, Davidson Ezinwa, Olapade Adeniken, Francis Obikwelu en Deji Aliu.

## Biografie
In 2000 maakte hij zijn olympisch debuut op de Olympische Spelen van Sydney. Hier kwam hij uit op de 200 m en de 4 x 100 m estafette. Op de 200 m werd hij uitgeschakeld in de tweede ronde met 20,93 seconden en op de estafette sneuvelde hij in de halve finale.
Zijn eerste succes behaalde hij in 2001 met het winnen van de 100 m op de Nigeriaanse kampioenschappen. Op de Gemenebestspelen 2002 werd hij tweede op de 100 m in 10,11 seconden achter Kim Collins (goud) en de Canadees Pierre Browne (brons). Dat jaar won hij de 100 m wedstrijd om de wereldbeker in Madrid. Op de 4 x 100 m estafette werd hij met zij team bestaande uit Idrissa Sanou, Aziz Zakari en Frankie Fredericks derde. In Monte Carlo werd hij derde op de 100 m van de wereldatletiekfinale achter de Amerikanen Bernard Williams (goud) en John Capel (zilver).
Op het WK 2003 in Parijs kwam hij uit op 3 onderdelen: de 100 m, de 200 m en de 4 x 100 m. Op de 100 m werd hij zesde, op de 200 m werd hij achtste en op de 4 x 100 m viste hij net achter de medailles met een vierde plaats. Goud, zilver en brons gingen respectievelijk naar de teams van Amerika, Brazilië en Nederland.
Op de Olympische Spelen van Athene in 2004 behaalde hij de halve finale op de 100 m. Beter ging het op de 4 x 100 m estafette. Met zijn teamgenoten Deji Aliu, Aaron Egbele en Olusoji Fasuba vormde hij het Nigeriaans team en won het brons achter het Britse team en het Amerikaanse team. Op de wereldkampioenschappen atletiek 2005 in Helsinki sneuvelde hij in de halve finale met 10,16 s.
Op de Gemenebestspelen 2006 kwam hij uit op de 100 m en de 200 m. Op de 100 m werd hij vierde en op de 200 m werd hij zesde. Op de Afrikaanse Spelen van 2007 werd hij derde met 10,37 s achter zijn landgenoot Olusoji Fasuba (goud) en de Ghanees Eric Nkansah (zilver). Dat jaar versloeg hij al zijn tegenstanders op de 200 m van de Afrikaanse Spelen.
Op de Olympische Spelen van 2008 in Peking sneuvelde hij in de series van de 100 m met een tijd van 10,46 s.

## Titels
- Afrikaans kampioen 100 m - 2006
- Afrikaans kampioen 4 x 100 m - 2006
- Nigeriaans kampioen 100 m - 2005
- Nigeriaans kampioen 200 m - 2001, 2002, 2003, 2006

## Persoonlijke records
Outdoor
| Onderdeel | Prestatie | Datum            | Plaats |
| --------- | --------- | ---------------- | ------ |
| 100 m     | 9,97 s    | 12 oktober 2003  | Abuja  |
| 200 m     | 20,31 s   | 8 september 2002 | Rieti  |

Indoor
| Onderdeel | Prestatie | Datum           | Plaats    |
| --------- | --------- | --------------- | --------- |
| 60 m      | 6,66 s    | 3 februari 2002 | Stuttgart |
| 200 m     | 20,84 s   | 3 februari 2002 | Stuttgart |

## Palmares

### 100 meter
Kampioenschappen
- 2001: 4e in ½ fin. WK - 10,29 s
- 2002:  Gemenebestspelen - 10,11 s
- 2002:  Afrikaanse kamp. - 10,00 s
- 2002:  Wereldbeker - 10,06 s
- 2003: 6e WK - 10,22 s
- 2003: 6e Wereldatletiekfinale - 10,08 s
- 2003:  Afrikaanse Spelen - 9,97 s
- 2004: 8e in ½ fin. OS - 10,35 s
- 2005: 6e in ½ fin. WK - 10,16 s
- 2006: 4e Gemenebestspelen - 10,22 s
- 2006:  Afrikaanse kampioenschappen - 10,44 s
- 2006: 4e Wereldbeker - 10,14 s
- 2007:  Afrikaanse Spelen - 10,37 s
- 2008:  Afrikaanse kamp. - 10,21 s
- 2008: 4e in series OS - 10,46 s

Golden League-podiumplek
- 2001:  ISTAF – 10,11 s

### 200 meter
- 2000: 8e in ¼ fin. OS - 20,93 s
- 2001: 7e in ½ fin. WK - 20,40 s
- 2002: DSQ in ¼ fin. Gemenebestspelen
- 2003:  Afrikaanse Spelen - 20,42 s
- 2003: 8e WK - 20,62 s
- 2005: DNF in ¼ fin. WK
- 2006: 6e Gemenebestspelen - 20,66 s
- 2006:  Afrikaanse kampioenschappen - 20,61 s

### 4 x 100 m estafette
- 2000: DNF in ½ fin. OS
- 2001: 4e in ½ fin. WK - 39,05 s
- 2002:  Wereldbeker - 38,63 s
- 2003: 4e WK - 38,89 s
- 2004:  OS - 38,23 s
- 2005: 6e in series WK - 39,29 s
- 2006: 5e Wereldbeker - 38,87 s
- 2006:  Afrikaanse kampioenschappen - 39,63 s
- 2008: DNF in series OS